# La Pobla de Claramunt
La Pobla de Claramunt es un municipio de Cataluña, España. Perteneciente a la provincia de Barcelona, en la comarca de Noya. Según datos de 2009 su población era de 2286 habitantes.

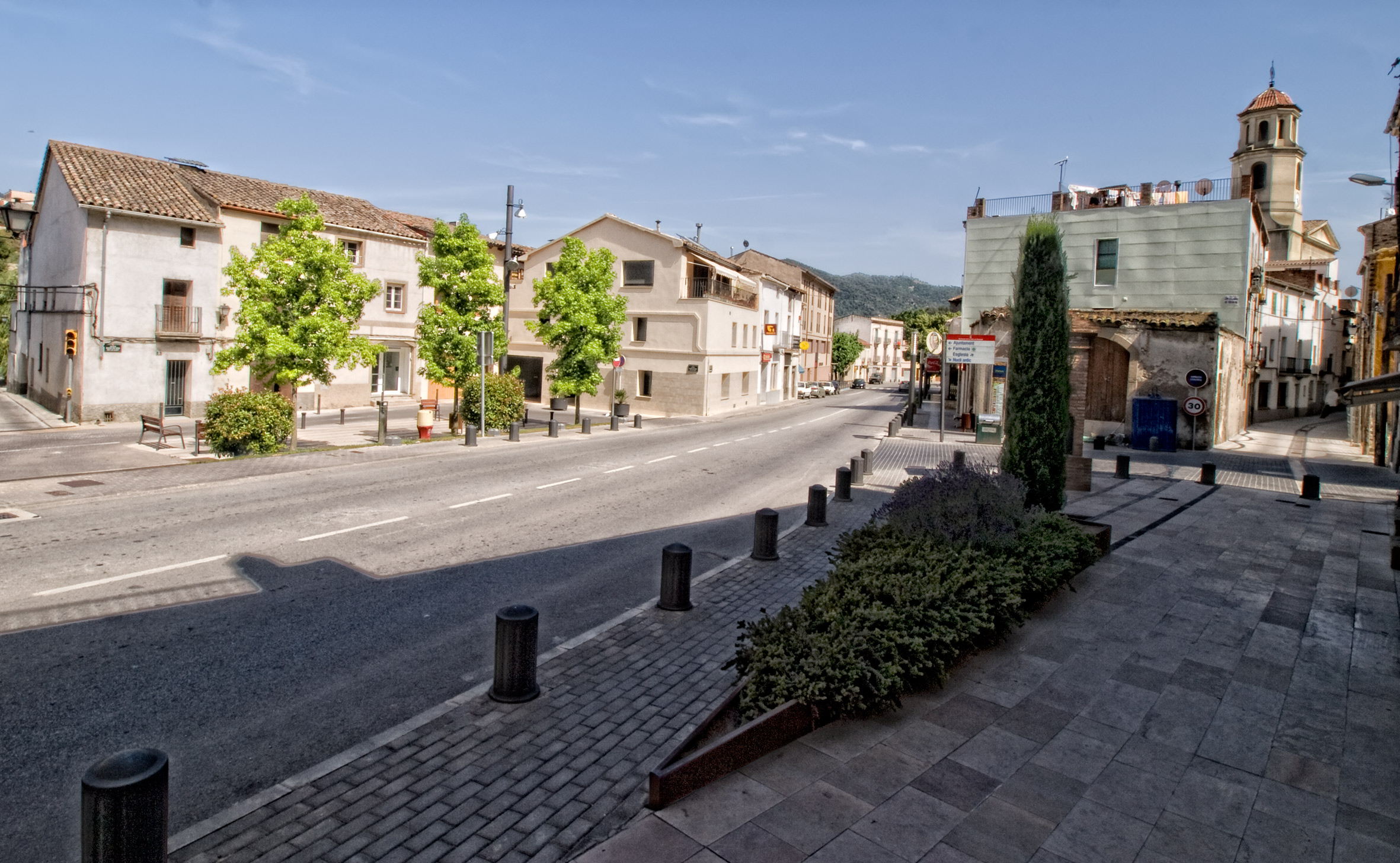
Avenida Catalunya.

## Historia
El castillo de Claramunt aparece en documentos de 979, siendo sus primeros señores Bernat Amat, consejero de Ramón Berenguer I y su hijo, Deodat Bernat. En 1306 el castillo quedó en manos del vizconde de Cardona, Ramón Folc VI.
El primitivo núcleo de población de la Pobla de Claramunt quedó destruido por completo por unas inundaciones ocurridas en 1344. Se otorgó nueva carta de población que dio origen a la actual localidad. 
El castillo de Claramunt fue derruido en 1463 por orden de la Generalidad de Cataluña que veía en la fortaleza una amenaza, ya que los condes de Cardona se posicionaron en favor de Juan II durante la guerra civil catalana. El castillo fue reconstruido en 1484 por orden de Joan Ramon Folc, cuarto conde de Cardona. Más tarde quedó en manos de los duques de Medinaceli que siguieron cobrando tributos hasta 1898, 30 años después del fin de los señoríos.
En septiembre de 1714, durante la guerra de sucesión española, las tropas de Felipe V de España ocuparon el castillo. La población sufrió diversos saqueos durante la guerra de la Independencia española.

## Demografía
La Pobla de Claramunt cuenta con una población de 2353 habitantes (INE 2024).
| Gráfica de evolución demográfica de La Pobla de Claramunt entre 1842 y 2021                                           |
| |
| Población de derecho según los censos de población del INE. Población de hecho según los censos de población del INE. |

## Cultura
El edificio más destacado del término municipal es el castillo de Claramunt. Situado en la cima de una colina, ocupa un área total 5402 m². Estaba formado por tres recintos rodeados de murallas escalonadas. Destaca una torre de base poligonal que se encuentra en muy buen estado de conservación, y en la que se encuentran adosadas unas torres de base cuadrada así como unos muros. Estos muros eran las paredes de una salas cubiertas con bóveda gótica. En la parte más baja del recinto se encuentra una cisterna así como diversas torres.
De la antigua capilla románica del castillo se conserva todavía el ábside central y uno de los absidiolos, decorado con arquerías de estilo lombardo y leseñas. A su lado se construyó una pequeña iglesia dedicada a Santa Margarita en 1303. Es de planta rectangular y tiene una portalada con dovelas.
La iglesia parroquial de Santa María es de estilo barroco. Fue construida en 1793 para sustituir al antiguo templo gótico de la Santísima Trinidad del que aún se conservan algunos elementos. 
La Pobla de Claramunt celebra su fiesta mayor en el mes de julio (anteriormente en septiembre). En el mes de mayo se celebra un aplec en el castillo.

## Economía
Existe poca actividad agrícola y ganadera. Predomina la industria, especialmente la papelera, así como la textil.